# تپه کونا روی
تپه کونا روی مربوط به دوران‌های تاریخی پس از اسلام است و در شهرستان بیجار، بخش چنگ الماس، روستای ده بنه واقع شده و این اثر در تاریخ ۱۰ دی ۱۳۸۱ با شمارهٔ ثبت ۶۹۲۳ به‌عنوان یکی از آثار ملی ایران به ثبت رسیده است.